# Simone Bendix
Simone Bendix, född den 26 september 1967, är en dansk skådespelare. Bendix blev utbildad på The Bristol Old Vic Theatre School under 1992. Hon är gift med musikern Kasper Winding.

## Filmografi
- Den kroniska oskulden (1985)
- At kende sandheden (2002)
- Supervoksen (2006)
- Hjemve (2007)
- Dig og mig (2008)